# Os desejos ridículos

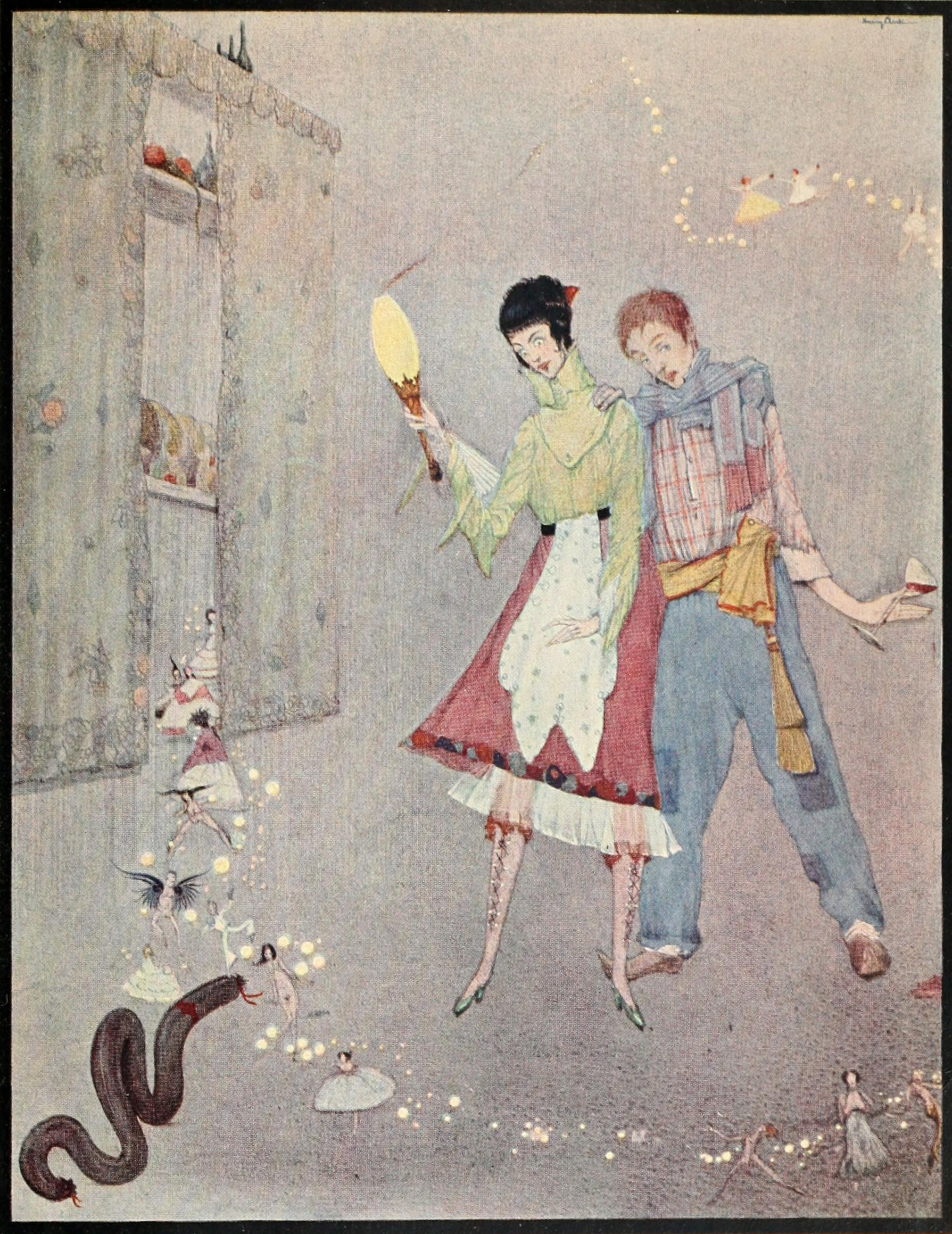
"Uma longa salsicha preta veio se contorcendo em direção a ela". Ilustração de Harry Clarke.

Os desejos ridículos ou Os três desejos ridículos é um conto de fadas francês em versos de Charles Perrault, publicado em 1693 e só incorporado aos Contos da Mãe Gansa (Contes de ma mère l'oye) na "primeira edição completa" de 1781, sendo classificado no sistema Aarne-Thompson como 750A.
Um lenhador reclama de sua pobreza. Júpiter (ou, alternativamente, a árvore dos espíritos) o concede três desejos. O lenhador volta para casa, e sua esposa o convence a não realizar seus desejos até dia seguinte, pois deveria refletir antes de realizá-los. Enquanto pensava em frente à lareira, ele desejou salsichas. Sua esposa o repreendeu por seu tolo pedido. Furioso, ele desejou que o nariz de sua esposa se transformasse em uma salsinha. Finalmente, eles concordaram que o último desejo deveria ser usado para fazer com que o nariz dela voltasse como antes, os deixando em uma condição não melhor do que antes.